# Litopterna
Litopterna é uma ordem extinta de mamíferos ungulados do clado Meridiungulata. Ocorreu na Antártida e na América do Sul do Paleoceno ao Pleistoceno.
Descendem de mamíferos isolados pela deriva continental, quando o continente sul-americano tornou-se um continente-ilha. Inclui criaturas que sofreram evolução convergente (inclusive filtrando os mesmos nichos ecológicos) com os cavalos (como Diadiaphorus) e com os camelos (como Macrauchenia), estes últimos apresentavam em alguns casos uma pequena probóscide. Tornaram-se extintos no começo do Holoceno, provavelmente devido a invasão de espécies norte-americanas com a junção dos dois sub-continentes.
Os litopternos possuíam uma redução no número de dedos, normalmente com três dedos, mas existiu espécies com um dedo apenas. Eram integrantes comuns e variados da fauna do Terciário, decrescendo no Pleistoceno. As formas ancestrais eram semelhantes aos Condylarthra, tanto que alguns pesquisadores consideram os litopternos como formas de condilartros especializados e derivados. Entretanto, os cientistas acreditam que a Litopterna (juntamente com outros ungulados sul-americanos) originaram-se completamente independentes de outras formas unguladas, sendo assim não relatados como os condilartros. Estas formas então compreenderiam um novo clado, o Meridiungulata. Macrauchenia foi um recente gênero de litopterno, e foi o único grupo que sobreviveu a Grande Troca Interamericana; mas foram extintos durante o Pleistoceno.
Os litopternos, como os notoungulados e pirotérios, são exemplos de mamíferos ungulados que evoluíram relativamente independentes no isolamento da ilha-continente da América do Sul. Como a Austrália, a América do Sul foi isolada dos outros continentes com a quebra da Gondwana. Durante o período de isolamento, animais únicos evoluíram para preenches os nichos ecológicos existentes.

## Classificação
- Ordem Litopterna Ameghino, 1889
  - Família Protolipternidae Cifelli, 1983 incertae sedis
  - Superfamília Macrauchenioidea
    - Família Macraucheniidae Gill 1872
    - Família Notonychopidae Soria, 1989
    - Família Adianthidae Ameghino 1891

  - Superfamília Proterotherrioidea
    - Família Proterotheriidae Ameghino, 1887